# سلیمان فرنجیه (سیاست‌مدار، زاده ۱۹۶۵ میلادی)
سلیمان فرنجیه (عربی: سليمان بك فرنجية؛ زادهٔ ۱۸ اکتبر ۱۹۶۵) سیاست‌مدار اهل لبنان است که رهبر کنونی جنبش مرده می‌باشد. وی پیشتر عضو پارلمان لبنان بود.